# 蒙古通讯社
蒙古通讯社（羅馬化：Montsame，中文简称蒙通社）是蒙古国的国家通讯社。

## 简介
蒙古通讯社是蒙古国的官方通讯社，创建于1921年，1957年10月改成国家通讯社。该社和世界各大通讯社如新华社、路透社、俄罗斯新闻社、塔斯社等都有合作关系，每日接收上述各个通讯社的电讯稿，并且从中有选择性地发布。 蒙古通讯社主办有中文报纸《蒙古消息报》。
2011年7月15日，蒙古通讯社召开大会，庆祝该社成立90周年。蒙古通讯社社长巴桑苏伦在讲话中回顾了该社90年来的历程，介绍了该社的新闻产品及与外国各通讯社发展合作等方面的情况。蒙古通讯社当时已和30多个国家的通讯社拥有合作关系。新华社等各国通讯社派出代表团出席了此次庆祝活动。蒙古国总统查希亚·额勒贝格道尔吉、国家大呼拉尔主席达木丁·登贝尔勒、总理苏赫巴托尔·巴特包勒德等领导人分别致信祝贺。